# S-диапазон

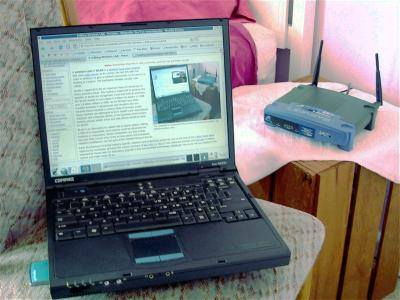
Одной из наиболее частых сфер использования S-диапазона является Wi-Fi.

S-диапазон — диапазон частот дециметровых и сантиметровых длин волн, используемых для наземной и спутниковой радиосвязи. По определению IEEE, этот диапазон простирается от 2 до 4 ГГц электромагнитного спектра (длины волн от 15 до 7,5 см). Название диапазона происходит от английского сокращения названия 10-см диапазона РЛС: англ. Short-band.
Озёра могут отражать радиоволны на частотах 2400-2500 МГц когда радиоволны проходят над озером. Заметный признак этого явления: прием Wi-Fi сетей на смартфоне рядом с озером на расстоянии несколько километров от Wi-Fi роутеров, правда сигнал обычно слабый.

## Спутниковые системы

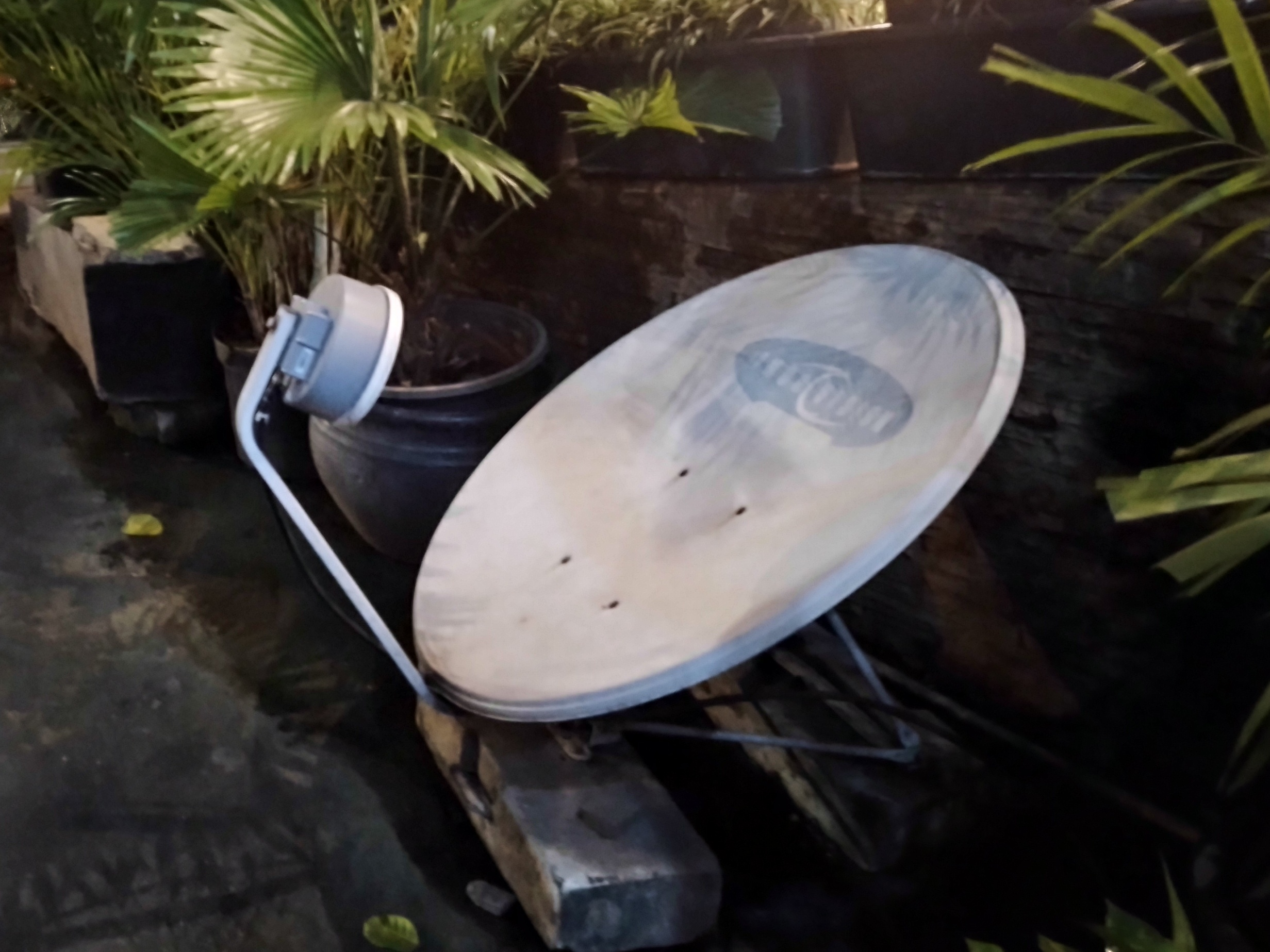
Спутниковая антенна MNC Vision, работающая в S-диапазоне.

Многие системы космического назначения работают в S-диапазоне, например метеорологические и научные спутники, а также некоторые межпланетные аппараты. Кроме того, этот диапазон используют некоторые спутники связи, например Луч-5А, который будет использоваться для связи с МКС. Ракеты-носители используют этот диапазон для передачи телеметрической информации.

### Спутниковые системы навигации в Азии
Хотя обычно спутниковые системы навигации используют L-диапазон, в Азии часть спектра в S-диапазоне также зарезервирована для этих целей. Поэтому, а также потому, что в традиционном L-диапазоне фактически больше не осталось места, разрабатываемая индийская система GAGAN будет использовать S-диапазон для спутниковой навигации.

## Цифровое радио
Различные системы цифрового радио используют S-диапазон для передачи сигналов:
- В США сигнал Sirius XM Radio передается в диапазоне частот 2,31–2,36 ГГц.
- Китайский стандарт China Multimedia Mobile Broadcasting использует полосу шириной 25 МГц с центральной частотой 2,6 ГГц, где передается 25 видео- и 30 радиоканалов с дополнительными каналами данных[2].

## ISM-диапазон
Часть S-диапазона, называемая свободный ISM-диапазон (англ. Industrial, Scientific, Medical: индустриальный, научный и медицинский диапазон), занимает полосу частот от 2400 до 2483,5 МГц в США и Европе и от 2471 до 2497 МГц в Японии. В ряде стран, например Франции и Испании, доступны только части этой полосы частот. ISM-диапазон используют многие популярные системы, такие как 802.11 Wifi, телефоны DECT, Bluetooth и др. СВЧ-печи используют частоту 2495 или 2450 МГц.

## Использование в мобильных телекоммуникациях
- Мобильные телефоны стандарта UMTS работают на частотах 1885–2025 МГц (L-диапазон) в направлении телефон — базовая станция и  2110–2200 МГц (S-диапазон) в направлении базовая станция — телефон.
- Европейский спутниковый мобильный мультимедиа сервис Solaris Mobile, продвигаемый компаниями SES Astra и Eutelsat, будет использовать частоты 1,98–2,01 ГГц «земля — спутник» и 2,17–2,2 ГГц «спутник — земля» для предоставления различных мультимедиа услуг (мобильное ТВ, радио, передача голоса и данных)[4].

## РЛС

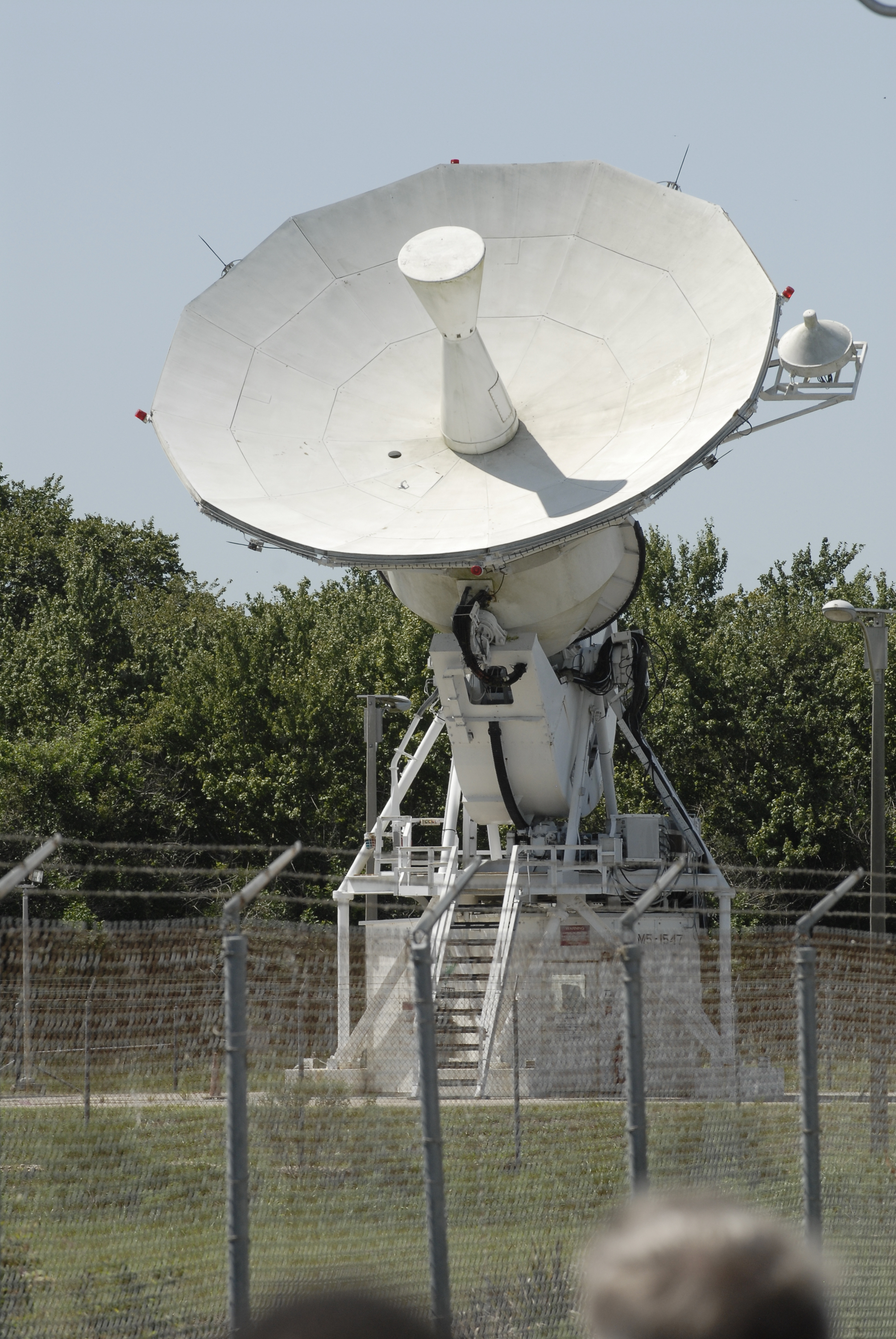
Радар S-диапазона в Космическом центре Кеннеди.

В S-диапазоне работают наземные метеорологические и корабельные радары.

## Другие частотные диапазоны
Диапазоны в различных системах обозначений различаются, в таблице приведены диапазоны согласно классификации IEEE:
| Название диапазона | Частотный диапазон, ГГц | Частотный диапазон, ГГц |
| Название диапазона | в радиолокации          | в спутниковой связи     |
| ------------------ | ----------------------- | ----------------------- |
| L                  | 1,0—2,0                 | 1,0—2,0                 |
| S                  | 2,0—4,0                 | 2,0—4,0                 |
| C                  | 4,0—8,0                 | 3,4—8,0                 |
| X                  | 8,0—12,0                | 7,0—10,7                |
| Ku                 | 12,0—18,0               | 10,7—18,0               |
| K                  | 18,0—26,5               | 18,3—20,2; 27,5—31,5    |
| Ka                 | 26,5—40,0               |                         |